# SES-9
SES-9 je lucemburská geostacionární telekomunikační družice vyrobená společností Boeing Satellite Systems pro SES S.A. Po dosažení svého kýžené orbitálního slotu na 108,2° východní délky na geostacionární oběžné dráze Země bude poskytovat DTH (angl. direct-to-home, tedy rovnou do domu) telekomunikační služby pro asijské domácnosti, stejně tak jako obsluhovat námořní komunikaci pro plavidla v Indickém oceánu, a připojí se tak ke svým již umístěným předchůdcům od téhož operátora, satelitům NSS-11 a SES-7, s cílem je eventuálně nahradit.
SES-9 byl uveden na přechodovou dráhu ke geostacionární dráze na ramenou nosné rakety Falcon 9 v1.2 společnosti SpaceX, sídlem v kalifornském Hawthornu. SES S.A. vysoce ocenilo flexibilitu SpaceX při plánování startu a aktuálně plánuje vynesení dalších čtyř satelitů na raketě Falcon 9 do vesmíru, a to konkrétně SES-10, SES-11, GOVSAT-1 a SES-14.
Raketa Falcon 9 se po uvolnění druhého stupně se satelitem pokusila o experimentální dosednutí na automatické přistávací plošině v Atlantském oceánu. Kvůli vysoce energetickému profilu mise byl tento bohužel neúspěšný - raketa po složitém vstupu do atmosféry nestihla dostatečně zpomalit a netrefila střed lodě, způsobujíc dílčí poničení jejího trupu patrná z pozdějších fotografií plošiny po návratu do domovského Port Canaveral.